# IDVD
iDVD – program komputerowy do tworzenia filmów DVD stworzony przez Apple dla OS X. iDVD pozwala użytkownikowi na dodawanie filmów QuickTime, MP3, muzyki, i zdjęć cyfrowych na DVD. Program pojawił się po raz pierwszy 9 stycznia 2001 r. Jest częścią pakietu iLife.